# Yayoi Nagaoka
Yayoi Nagaoka (Japans: 長岡 弥生) (Tomakomai, 16 maart 1974) is een voormalig schaatser uit Japan.
Bij de Aziatische kampioenschappen schaatsen afstanden 1998 behaalde ze zowel op de 1000 als op de 1500 meter een gouden medaille.
In 1999 reed ze de 5000 meter op de WK afstanden, waar ze als tiende eindigde, op de 1500 meter werd ze elfde.
Op de Aziatische kampioenschappen allround 2001 werd Nagaoka negende.
In 2002 reed Nagaoka voor Japan op de Olympische Winterspelen op de 1500 meter.

## Records

### Persoonlijke records
| Afstand    | Tijd    | Datum           | Baan       |
| ---------- | ------- | --------------- | ---------- |
| 500 meter  | 40.28   | 17 maart 2001   | Calgary    |
| 1000 meter | 1:18.57 | 17 maart 2001   | Calgary    |
| 1500 meter | 1:59.70 | 27 januari 2002 | Calgary    |
| 3000 meter | 4:16.39 | 15 maart 2001   | Calgary    |
| 5000 meter | 7:25.44 | 12 maart 1999   | Heerenveen |

bron